# Calosphaeria cyclospora
Calosphaeria cyclospora är en svampart som först beskrevs av Wilhelm Kirschstein, och fick sitt nu gällande namn av Franz Petrak 1924. Calosphaeria cyclospora ingår i släktet Calosphaeria och familjen Calosphaeriaceae.   Inga underarter finns listade i Catalogue of Life.